# Trimma naudei
Trimma naudei là một loài cá biển thuộc chi Trimma trong họ Cá bống trắng. Loài này được mô tả lần đầu tiên vào năm 1957.

## Từ nguyên
Từ định danh naudei được đặt theo tên của nhà vật lý Stefan Meiring Naudé (1904–1985), Chủ tịch Hội đồng Nghiên cứu Khoa học và Công nghiệp Nam Phi.

## Phân bố và môi trường sống
Từ Comoros, T. naudei có phân bố trải dài về phía đông đến Philippines và đảo Sulawesi, ngược lên phía bắc tới quần đảo Ryukyu, xa về phía nam đến Mauritius. Ở Việt Nam, T. naudei được ghi nhận tại vịnh Nha Trang.
T. naudei sống trên các rạn san hô ngoài khơi và trong đầm phá, trên nền đá vụn hoặc cát mịn, độ sâu đến ít nhất là 30 m.

## Mô tả
Chiều dài chuẩn lớn nhất được ghi nhận ở T. naudei là 3,5 cm. Cá có màu đỏ cam với 7 đốm trắng ở gần lưng, và có 4 đốm gần bụng (từ cuống đuôi đến tia vây hậu môn cuối). Đầu có nhiều đốm cam. Một vạch đen trên gốc vây ngực.
Số gai ở vây lưng: 7; Số tia ở vây lưng: 7–8; Số gai ở vây hậu môn: 1; Số tia ở vây hậu môn: 7–9.

## Phân loại
Theo nghiên cứu của Winterbottom và cộng sự (2014), T. naudei là loài chị em gần nhất với Trimma lantana, và cùng nằm trong nhóm Trimma caesiura.

## Sinh thái
Thức ăn của T. naudei bao gồm động vật giáp xác và trùng tia.